# Varekil
Varekil è un'area urbana della Svezia situata nel comune di Orust, contea di Västra Götaland.
La popolazione rilevata nel censimento 2010 era di 602 abitanti .